# Molotov Solution
Molotov Solution — американський дезкор гурт, заснований 2004 року, в місті Лас-Вегас, США.Тематика їхніх текстів заснована на політиці, політичних змовах, і глобальних проблем. Гурт оголосив про розпад 13 червня 2012 року, але на даний час гурт заново сформований.

## Історія
Molotov Solution була заснована у 2004 році, перший реліз гурту, «The Path To Extinction» був закінчений і випущений у 2005 році, наступний у 2006 за умови, що половина спліт-альбому буде записана разом з War from a Harlots Mouth.
У 2008 році гурт випустив однойменний повноформатний альбом.
Обидва спліт-альбоми які були записані з War from a Harlot Mouth і однойменний альбом були випущені на лейблі Twelve Gauge Records у 2006 році. Пізніше у 2008 році, вся тогочасний гітарист Роббі Піна і басист Кевін Оклі покинули гурт через невстановлені причини. Це призвело до зміни музичного стилю, та іншого вокального стилю з новим вокалістом Ніком Артуром.
10 грудня 2008 року гурт підписавня на Metal Blade їхній наступний альбом назвався «The Harbinger», записаний Kelly Cairns, Daniel Castleman, та Tim Lambesis (екс-вокалістом As I Lay Dying) на його персональній студії у 2009 році.
13 червня 2012, вокаліст Нік Артур повідомив що гурт йде в безстрокову перерву.
У 2013 році Molotov Solution знову сформувалися, і були в процесі роботи над своїм наступним альбомом, реліз якого передбачався у 2015 році.

## Учасники гурту
| Теперішні учасники - Нік Артур — Вокал (2008—2012, 2013—наш час) - Роббі Піна — Гітара (2004—2012, 2013—наш час) - Сімс Хюстен-Колісен — Гітара (2008—2010, 2013—наш час) - Кевін Оклі — Бас-гітара (2006—2010, 2013—наш час) - Джеремі Джонсон — ударні (2008—2010, 2013—наш час) | Колишні учасники - Кайл Девіс — lвокал (2004—2008) - Джастін Форноф — бас-гітара (2005—2006) - Майк Дегілормо — бас-гітара (2006) - Шейн Млейн — бас-гітара (2010—2012) - Джейк Дюретт — ударні (2010—2012) - Річі Гомез — гітара (2010—2012) - Метт Манчусо — ударні (2004—2008) - Кассіді Спраг — гітара (2004—2007) |

## Дискографія
| Дата релізу      | Назва                                                   | Лейбл                |
| 2005             | The Path to Extinction (ep)                             | Сомовидання          |
| 2006             | Split — (Спліт-альбом разом з War from a Harlots Mouth) | Twelve Gauge Records |
| 2008             | Molotov Solution                                        | Twelve Gauge Records |
| June 8, 2009     | The Harbinger                                           | Metal Blade Records  |
| October 25, 2011 | Insurrection                                            | BlkHeart             |
| 2015             | TBA                                                     | ?                    |

## Відеографія
| Рік  | Назва                  | Продюсер     |
| ---- | ---------------------- | ------------ |
| 2010 | «Awakening»            | Roger Sieber |
| 2011 | «The Blood of Tyrants» | Josh Knoff   |